# San Pedro Candelaria
San Pedro Candelaria är en ort i Mexiko.   Den ligger i kommunen General Felipe Ángeles och delstaten Puebla, i den sydöstra delen av landet, 160 km öster om huvudstaden Mexico City. San Pedro Candelaria ligger 2 294 meter över havet och antalet invånare är 114.
Terrängen runt San Pedro Candelaria är kuperad åt nordost, men åt sydväst är den platt. Runt San Pedro Candelaria är det ganska tätbefolkat, med 248 invånare per kvadratkilometer. Närmaste större samhälle är Tecamachalco, 15,0 km sydväst om San Pedro Candelaria. Trakten runt San Pedro Candelaria består till största delen av jordbruksmark.